# Jean-Jacques Razafindranazy
Jean-Jacques Razafindranazy (Amboangibe, 9 novembre 1952 – Lilla, 21 marzo 2020) è stato un medico malgascio naturalizzato francese.

## Biografia
Nacque in Madagascar nel 1952. Residente poi a Soissons, dove sua moglie, anch'essa medico, era stata assunta come pediatra presso la clinica medica della stessa località, Jean-Jacques Razafindranazy esercitò la sua attività di medico d’urgenza in diverse istituzioni universitarie situate nel nord-est della Francia (tra cui Chauny e San Quintino nell’Aisne e Péronne nella Somme) prima di lavorare, nel 2013, presso il centro ospedaliero di Compiègne situato nel dipartimento dell’Oise.

### L'infezione da COVID-19
Alla fine di febbraio 2020, di ritorno dalle vacanze in Madagascar, da cui i suoi figli l'avevano descritto come tornato “in gran forma”, il suo senso del dovere e la sua vocazione medica lo portarono subito a dare una mano ai colleghi e ai colleghi medici, travolti dal flusso continuo e sempre crescente di pazienti affetti da COVID-19. La maggior parte dei pazienti si trovava in uno stato di grave dispnea e di insufficienza respiratoria acuta, richiedendo il ricorso alla ventilazione artificiale. Ma la carenza di maschere di protezione e l’impossibilità per molti medici e infermieri di proteggersi efficacemente dal virus, in assenza di sufficienti misure profilattiche, fece sì che egli, contaminato a sua volta dai pazienti che cercava di aiutare, iniziasse a sentire i primi segni e sintomi della malattia in prima persona.
Il 4 marzo 2020 fu ricoverato in ospedale e trasferito al Centro Ospedaliero Universitario Regionale di Lilla, dove risultò positivo alla COVID-19. Le condizioni del medico peggiorarono bruscamente dal 14 marzo. Di fronte all'evidente inefficacia di qualsiasi trattamento curativo, oltre alla sempre maggiore e disperata gravità della condizione del paziente, fu finalmente adottata una decisione consensuale da parte di tutti gli interessati, la cui applicazione era ora volta a rinunciare a qualsiasi inutile misura palliativa aggiuntiva, onde evitare l'accanimento terapeutico.

### La morte
Razafindranazy è morto sabato 21 marzo 2020, nell’isolamento della sua stanza d’ospedale, lontano dalla moglie e dai figli. Questi ultimi, infatti, non hanno mai potuto fargli visita a causa dei pericoli di contagio. Inoltre, in seguito alle misure statali di contenimento a scopo profilattico che all’epoca prevalsero drasticamente, Jean-Jacques Razafindranazy non poté ottenere la concessione del suo desiderio di essere sepolto in Madagascar, sua nazione natale, secondo il rito funebre malgascio.
Il ministro della solidarietà e della salute Olivier Véran ha annunciato la morte del medico ospedaliero su RTL durante il programma Le Grand Jury trasmesso in diretta il 22 marzo 2020. Patrick Pelloux, presidente dell’Associazione dei medici d’urgenza della Francia (Association des médecins urgentistes de France), trasmise l’informazione la sera stessa su BFM TV.

#### Implicazioni nel mondo medico
Come prima vittima francese tra i professionisti della salute che sono rimasti costantemente impegnati a cercare di contenere la pandemia, la scomparsa del Dr. Jean-Jacques Razafindranazy ha inviato un’onda d’urto nazionale e ha causato un notevole turbamento emotivo e preoccupazione tra tutti i medici, infermieri, assistenti di ambulanza e barellieri, in particolare a causa della carenza di maschere di protezione e della mancanza di misure profilattiche sufficienti a fornire una valida protezione contro gli effetti deleteri della COVID-19.
La scomparsa del dottor Jean-Jacques Razafindranazy fece presagire un aumento dei decessi in tutta la professione medica, decimata poi effettivamente dalle stesse devastazioni patogene indotte dal SARS-CoV-2, l’agente responsabile della patologia.

## Tributo nazionale
L'ex primo ministro francese Jean-Pierre Raffarin ha proposto di assegnare la medaglia della Legione d’Onore ad ogni membro del personale sanitario che, avendo così dedicato anima e corpo, a rischio della propria vita, a portare assistenza e aiuto ai malati di coronavirus, si sarebbe sacrificato consecutivamente per la Francia.

### Dettagli
1. ↑  'Un altro simbolo onorifico — chiamato Medaglia d’Onore per le Epidemie — era un tempo assegnato dal Ministero del Commercio, da cui dipendeva l’igiene pubblica, prima di passare al Ministero dell’Interno, poi al Ministero dell’Igiene, divenuto poi Ministero della Sanità Pubblica.[11] Il premio è stato assegnato, tra le altre caratteristiche distintive, a persone che “si sono esposte ai pericoli della contaminazione curando pazienti affetti da malattie contagiose”.[11]